# 風間リナ
風間 リナ（かざま りな、1993年8月22日 - ）は、日本のAV女優。ファンスタープロモーション所属。

## 略歴
2017年10月、エスワンの専属女優としてAVデビュー。
2018年3月より専属を離れ企画単体女優となる。
2018年9月、所属事務所をライフプロモーションに移し「きみの雫（きみの しずく）」に改名。

## 人物
“南国生まれのハーフ”の触れ込みでデビューしたが、公式ツイッターでフィリピン、スペイン、日本の混血としている。
高校2年の時にネットで知り合った同い年の彼と彼の家で初体験をしたが、初めて会った日にセックスをして交際を始めた。
AV女優となったきっかけは、20歳の頃からAVを見るようになり男優のセックスはどんなものだろうという純粋な興味を持ったことから。

## 出演作品

### アダルトDVD
2017年
- 新人 NO.1 STYLE 南国生まれの褐色巨乳ボディ 風間リナ AVデビュー（10月19日、エスワン）
- “小麦肌の極美ボディ” 南国ハーフ美女の膣中イキ88回!! 初体験4本番スペシャル（12月1日、エスワン）

2018年
- 交わる体液、濃密セックス 完全ノーカットスペシャル（1月1日、エスワン）
- 推定2500cc! 小麦肌ハーフボディ 超潮吹き 大・失・禁エクスタシー（3月7日、エスワン）
- 好きな男のチ○ポでヤりたい彼女の発情フェラ姿にフル勃起!勃たないチ○ポを諦め、僕のガチガチチ○ポに夢中でむしゃぶりつく!（3月30日、DOC）※「りな」名義　他出演:よしか、さち
- ヌードNGモデルが挑戦!! ヌレると弾け飛び全裸になる パッチンレオタード撮影会 2 〜制限時間40分、お客のHなリクエストポーズに応えてヌレなかったら賞金! ヌレたらオマ○コ強制解禁エロ罰ゲーム!!〜（4月12日、ROCKET）他出演:川口ともか、君島みお
- ハーフタレント目指して頑張っている女の子を騙してヤル!（4月13日、S級素人）※「LINA」名義
- 最高の愛人と、最高の中出し性交。 29 ファッションモデル リナ(27歳)独身（4月13日、プレステージ）※「リナ」名義
- 偶然呼んだデリヘル嬢はまさかの女友達!?気まずい沈黙と嫌々なサービスの中で興奮しまくったボクは「誰にも言わないから」とチ○コを押し付けると…（4月20日、DOC）※「りな」名義　他出演:ひな、ゆき、せしる
- コスプレキャノンボール コスプレで繋がりコスプレで紡ぐリアルドキュメント RUN.06（4月27日、プレステージ）
- 顔出し!美人妻限定 ザ・マジックミラー 清楚な奥様に白濁汁が溢れ出るまでイってもやめないデカチン追撃ピストン! 2 in池袋 短小チ○ポの旦那とのマンネリ生活で刺激が欲しい欲求不満マ○コが連続本気イキ! 合計53回!（5月7日、ディープス）※「みほ」名義　他出演:さおり、れいか、かずみ、はるか、じゅんこ
- 『私みたいなおばさんが初めてで本当に後悔しない??』 3 『全然、後悔しないです』※即答 ３０歳を越えてもまだまだ性欲が衰えない私は旦那とは超セックスレス。でも私はエッチが本当に大好きで大好きでたまらないんです!!誰でもいいからヤリタイ!!私を女子と見てくれる人なら誰でも…。そして私を見て勃起してくれる人なら誰でも…。そんな思いで日々胸をあけてミニスカートを履いて機会を伺っていたら童貞君には刺激的だったみたいでフル勃起!! わたしみたいなおばさんに大興奮して『ヤリたいです』って言うから嬉しかったんだけどさすがに初めては申し訳ないと思い『初めてが本当に私でいいの?』と言ったら即答で『ヤリたい!』というので興奮を抑えきれない私は悪いと思いつつも襲っちゃいました!しかも、何度も中に出させてあげちゃいました!（5月7日、Hunter）他出演:加藤あやの、桜ちなみ、笹本結愛、橘メアリー、優月まりな
- 何もない日常が辛すぎた 地方在住の美人妻がワンデイ上京 媚薬で焦らし高めて敏感膣奥生中出し from 仙台・静岡・名古屋・神戸 ガチハメEXTREME!! 260分撮り下ろし（5月10日、ホットエンターテイメント）他3名出演
- ず〜っと乳首勃起させちゃう 人妻乳首専門サロン（5月13日、はじめ企画）※「みさ」名義　他出演:ななみ、ともこ、みゆ
- 絶対に逃げられない! 壁際膝立ちバックハードピストン痴漢（5月19日、アパッチ）他出演:高杉麻里 ほか
- 奇跡の変態ヤリマン美人妻! 旦那に内緒で他人のナマチンでキメパコ中出し!（5月19日、チキチキカマー）
- 「『セックスなんて興味ないわよ!』と怒りながらパンツを濡らす欲求不満な教育ママは数年ぶりに見た勃起チ○ポを膣の奥まで何度も挿入したがる」 VOL.1（5月24日、DANDY）他2名出演
- 街角シロウトナンパ! vol.12 〜クラブナンパ編〜（5月25日、プレステージ）※「しずか」名義　他出演:かえで、かなえ、かれん、なぎ
- プロジェクトSEX ド田舎山奥にある 巨乳4姉妹温泉旅館 〜廃業寸前からの色仕掛け大逆転劇〜（5月27日、FIRST STAR）共演:優希絵理奈、南波ありさ、持田栞里
- 近親相姦中出しソープ 初めての熟女風俗、指名したら母ちゃんだった（6月1日、ヴィーナス）
- 巨乳水着ギャルばかりを狙う 海の家ナンパエステ 11（6月1日、変態紳士倶楽部）他出演:雛菊つばさ、水川スミレ、碧しの、塚田詩織 ほか
- 五●田にある美人揃いで有名なイメクラに盗撮メガネをかけて潜入。 手コキだけのお店のはずなのにフェラやパイズリまでしてもらえた理由 6（6月1日、変態紳士倶楽部）他出演:碧しの、香椎りあ、五十嵐星蘭、栄川乃亜、西宮このみ、江藤侑里、紗藤まゆ ほか
- ピタコス 完全着衣で濃密SEX（6月7日、MILK）
- 魅惑のおっぱい奴隷 03（6月15日、MAD）共演:桜井彩
- 高慢ちきな美人女教師を泣かす!（6月19日、キチックス）
- 街角シロウトナンパ VOL.16 仕事帰りの女上司と男部下を直撃 上下関係の壁を超えてどこまでヤレる!?（6月22日、プレステージ）※「あん」名義　他出演あんり、ななえ、ふみか、あいり
- ゲスの極み映像 ギャル32人目（7月6日、フルセイル）
- 本気(マジ)口説き ナンパ▶連れ込み▶SEX盗撮▶無断で投稿 イケメン軟派師の即パコ動画 1（7月13日、MAGIC）※「りな」名義
- ガチナンパ! 真夏の湘南!逗子!由比ガ浜!大洗! ド素人さんビキニギャル大量ゲット大作戦! 11（7月15日、ナンパーズ）他出演:桜結奈、きみと歩実 ほか
- 120%リアルガチ軟派伝説 vol.62 in 岡山（7月20日、プレステージ）他出演:楓まい、七瀬あいり、妃月るい ほか
- 満員バスで人妻のボインが女性体験ゼロの僕の体に密着! パンパンに腫れたチ○ポを股間に感じて奥様のハァハァも止まらない。車内でグリグリ挿入させられちゃった!（7月26日、SWITCH）他出演:星空もあ、桜井彩
- 実録っ!!高収入バイトの裏（7月31日（レンタル）/8月10日（セル）、LEO）他出演:水川かえで、松下美織
- ノーブラで僕を誘惑する隣に引っ越してきたエッチな巨乳奥さん（8月2日、グローリークエスト）
- SEXの逸材。 VOL.24　ドスケベ素人の衝撃的試し撮り 性癖をこじらせてプレステージに自らやって来た本物素人さん達の顛末。（9月7日、プレステージ）※「りな」名義　他出演:まい、のあ、さとみ
- 素人ナンパGET!! No.197 めちゃカワなのにイタ女? ノックアウト×デラックス編（10月7日、桃太郎映像出版）他出演:渡良瀬りほ ほか
- ドキュメンTV×PRESTIGE PREMIUM 家まで送ってイイですか 23（10月19日、プレステージ）※「奈々美」名義　他出演:かな、かおり、ちなつ

2019年
- 猥褻BODYべろキス中毒 II（1月11日、クリスタル映像）
- ラグジュTV×PRESTIGE PREMIUM 20（1月18日、プレステージ）※「東条リナ」名義　他出演:悠木さや、中川遥、尾崎ちえ、三浦愛美、久堂理沙、三國百合子、竹内奏、月島あいり、九条あやか
- 裏オプションでうわさのメンズエステに行ってみたら昔ボクをいじめていたヤンキー娘と再会!ここぞとばかりに脅してヤリまくって復讐中出し!（1月24日、アイエナジー）他出演:MIRANO、美浦あや
- 近所に住むヤンキー娘の巨乳ノーブラ乳首ポッチに発情しちゃったボク（2月21日、アイエナジー）他出演:丸山れおな、皆瀬杏樹
- 【二人三脚鬼ごっこ!】 鬼から制限時間逃げ切れたら100万円! 声を我慢して課題をクリアせよ! もし捕まったら愛する彼氏の目の前で廻され5人の鬼から中出し!（3月7日、SODクリエイト）他出演:成沢きさき、橘メアリー
- 世話好きヤンキー娘がセックス指導しながらグチュグチュ連続絶頂指オナニー（6月20日、アイエナジー）他出演:MIRANO、丸山れおな、美浦あや、皆瀬杏樹、平手茜、水嶋アリス、君色華奈、紗藤あゆ、赤渕蓮
- 何もない日常が辛すぎた地方在住の美人妻がワンデイ上京 媚薬で焦らし高めて敏感膣奥生中出し 300分SPガチハメEXTREME!!（7月10日、ホットエンターテイメント）他出演:阿部栞菜、柊木のあ、みゆき菜々子、高波奈々未、大浦真奈美 ほか

### VR
- た〜っぷりベロチューしながら巨乳ハーフ美女とたっくさん生中出しSEX!!（2018年3月26日、KMPVR）

## 雑誌
- 月刊DMM 2017年12月号（ジーオーティー） - インタビュー